# Mikrogel
Mikrogele sind intramolekular vernetzte Makromoleküle mit kolloidaler Dimension, bei denen es notwendig ist, das Wachstum der vernetzen Moleküle während der Synthese zu kontrollieren.
Mikrogele aus verschiedenen Materialien gewinnen in jüngster Zeit immer größere Bedeutung beispielsweise als Drug Delivery System, zur Enzym- und Zellimmobilisierung, als Aktoren in Mikroventilen, sowie als temperatursensitive Katalysatormatrix.
Sie werden in der Literatur als microspheres, microparticels, microlatex und microglobules bezeichnet.

## Eigenschaften
Bereits 1986 wurde ein Syntheseweg, sowie die Charakterisierung eines temperatursensitiven Mikrogels beschrieben, welches auf der Basis von NIPAM synthetisiert worden ist.
Als sensitiv wird ein Polymer bezeichnet, wenn es auf eine Änderung in seiner Umgebung mit einer Änderung seiner Eigenschaften reagiert. Poly-N-Isopropylacrylamid ändert das Löslichkeitsverhalten in wässriger Lösung bei Erhöhung der Temperatur über 32 °C.

Bei Erhöhung der Temperatur über die LCST kollabiert das Mikrogel

Wird die Phasenübergangstemperatur von 32 °C überschritten, wird das Poly-N-Isopropylacrylamid in Wasser unlöslich und fällt aus der Lösung aus. Dieses Verhalten wird bei linearen Polymeren als untere kritische Lösungstemperatur (engl. lower critical solution temperature, LCST) bezeichnet. Im Gegensatz zu linearen Polymeren, können Mikrogele nicht molekular gelöst werden. Aus diesem Grund spricht man bei temperaturresponsiven Mikrogelen nicht von der LCST, sondern von der sogenannten Volumenphasenübergangstemperatur (engl. volume phase transition temperature, VPTT). Oberhalb der VPTT kollabieren die Mikrogele und geben das eingeschlossene Lösungsmittel an die Umgebung ab. Unterhalb der VPTT sind die Mikrogele vom Lösungsmittel durchdrungen und somit gequollen. Abhängig vom Vernetzungsgrad und dem Lösungsmittel von dem ein Mikrogel durchdrungen wird, ist das Mikrogel unterschiedlich stark gequollen.
Zur Synthese von pH-sensitiven Mikrogelen werden Polyacrylsäure-Copolymere oder Poly-2-vinylpyridin (P2VP) polymerisiert. Temperatur-sensitive Mikrogele werden erhalten, wenn Poly-(N-vinylcaprolactam), Poly-N-Isopropylacrylamid (PNiPAM) oder ähnliche Polyamide in der Synthese eingesetzt werden.